# Camila Machado
Camila Machado Leocadio Lins dos Santos (Recife, 26 de outubro de 1983), é uma advogada e política brasileiro, atualmente filiada ao Partido Progressistas (PP). É a atual prefeita do município de Sirinhaém, em Pernambuco. 

## Estudos e início da carreira
Camila Machado é prefeita e servidora pública, além de ser concursada pela Universidade Federal de Pernambuco. Ela possui pós-graduação em Gestão Pública pela Universidade Candido Mendes, no Rio de Janeiro, e em Direito Administrativo pela UFPE. Atualmente, está cursando mestrado em Ensino de Docência Superior. Sua trajetória acadêmica e profissional reflete um foco em administração pública e educação.

## Biografia
Apesar de ter nascido no Recife e ter construído grande parte de sua formação no exterior, Camila Machado sempre se autodenominou uma "sirinhaense de alma", dedicando sua trajetória à cidade, seu pai Alberto Machado foi prefeito do município nos anos 80 e 90. Com 18 anos de experiência como liderança política, sua base está firmemente estabelecida em Sirinhaém. Em 2016, foi eleita vice-prefeita para a legislatura de 2017 a 2020. Em 2020, consolidou-se como a principal líder política da cidade, vencendo as eleições com 10.009 votos e tornando-se a primeira mulher a ocupar o cargo de prefeita na história de Sirinhaém.

## Prefeitura de Sirinhaém (2021-presente)
Na eleição municipal de Sirinhaém em 2020, Camila Machado e Manoel da Retifica foram eleitos, respectivamente, prefeita e vice-prefeito do município. A chapa representava o retorno da oligarquia familiar Machado em Sirinhaém. 

### Ações como prefeita
Camila Machado foi responsável pela ampliação da qualidade da educação na cidade, destacando-se pela entrega da primeira escola de ensino integral. Além disso, ela tinha planos voltados para a mobilidade, modernidade e sustentabilidade, visando transformar a infraestrutura e os serviços da cidade para atender melhor às necessidades da população.Apesar de ter a educação como uma prioridade em sua gestão, Camila Machado enfrentou polêmicas e críticas em relação aos reajustes nos salários dos professores da prefeitura. Ainda na educação, Camila Machado conseguiu para Prefeitura de Sirinhaém, em parceria com a Uninassau, lançar o programa “Siri Universitário”, que visou promover o acesso ao ensino superior para os jovens da cidade. Camila Machado também realizou a tão esperada inauguração da Creche da Colônia dos Pescadores. Este empreendimento representa um investimento significativo na educação de Sirinhaém, oferecendo uma infraestrutura de alta qualidade. A creche proporciona um espaço seguro e confortável para as crianças e famílias que residem na colônia da Barra do Sirinhaém, contribuindo para o desenvolvimento infantil e o bem-estar da comunidade.
Nas eleições de 2022, apoiou Humberto Costa para o senado de Pernambuco e Lula para a presidência do Brasil.

### Candidatura à reeleição
Após assumir a liderança do PP em Sirinhaém e se candidatar à reeleição em 2024, Camila Machado firmou novamente alianças com os deputados Eduardo da Fonte e Lula da Fonte. Ela apresentou Hildo Hacker, da influente família Hacker, como seu vice-prefeito. Sua candidatura também recebeu o apoio de figuras políticas como Raquel Lyra, France Hacker e João Campos, André de Paula e Teresa Leitão fortalecendo sua base de apoio na corrida eleitoral. Sua candidatura a prefeita de Sirinhaém pelo PP, com apoio do REPUBLICANOS, MDB, PSB, PSD, CIDADANIA, PSDB, PC do B, PT, PV. Teve como os principais adversários: Manoel da Retifica (PODE) e Renata Ximenes (UNIAO).
Em 6 de outubro de 2024, Camila Machado não venceu a reeleição mesmo tendo conseguido nas urnas o numero de 10.955 votos mil votos (47,85% dos votos validos), contra 51,05% dos votos do eleito, Manoel da Retifica, candidato do deputado Eriberto Medeiros e da família oligárquica Urquiza.